# بیلانبا ای لا خلترو
بیلانبا ای لا خلترو (به اسپانیایی: Vilanova i la Geltrú) یک شهرستان در اسپانیا است که در Garraf واقع شده‌است.

## خصوصیات
بیلانبا ای لا خلترو ۳۳٫۵۰ کیلومترمربع مساحت و ۶۵٬۸۹۰ نفر جمعیت دارد و ۲۲ متر بالاتر از سطح دریا واقع شده‌است.